# 神戸一彦
神戸 一彦（ごうど かずひこ）は日本の脚本家。茨城県土浦市在住。
1980年代以降、主にドラマ、アニメ、特撮、Vシネマなどを中心に活動している。同じく脚本家の武上純希と組んで参加する事も多い。別名義としてはひらがな表記のごうど かずひこがある。
『アンパンマン』・『ドラえもん』の2大長寿子供向けアニメに参加した数少ない脚本家である。

## 参加作品
- ※印の付記された作品はシリーズ構成（およびそれに該当するポジション）も担当。
- ◎印の付記された作品はごうど かずひこ名義で参加。

### アニメ作品

#### テレビアニメ
- それいけ!アンパンマン（1988年-）◎
- ドラえもん（1989年-2006年）◎
- たいむとらぶるトンデケマン!（1990年）◎
- まんがはじめて面白塾（1990年）◎
- 絶対無敵ライジンオー（1991年）◎
- DRAGON QUEST -ダイの大冒険-（1991-1992年）
- 元気爆発ガンバルガー（1992年）◎
- 機動戦士Vガンダム（1993-1994年）
- レッドバロン（1994-1995年）
- 蒼き伝説　シュート!（1993-1994年）
- 真拳伝説タイトロード
- ぼのぼの（1995-1996年）◎
- 美少女戦士セーラームーンセーラースターズ（1996-1997年）
- アニメがんばれゴエモン（1997-1998年）
- 夢で逢えたら（1998年）※◎
- 熱沙の覇王ガンダーラ（1998年）
- ビーストウォーズII 超生命体トランスフォーマー（1998-1999年）
- ビーストウォーズネオ 超生命体トランスフォーマー（1999年）
- 魔装機神サイバスター（1999年）
- トランスフォーマー カーロボット（2000年）
- アソボット戦記五九（2002-2003年）
- マーメイドメロディー ぴちぴちピッチ（2003-2004年）
- マーメイドメロディー ぴちぴちピッチ ピュア（2004年）
- モンチッチ（2005年）
- メルヘヴン（2004年-2006年）
- 妖怪人間ベム（2006年版）
- 古代王者 恐竜キング Dキッズ・アドベンチャー（2007年）
- 古代王者 恐竜キング Dキッズ・アドベンチャー 翼竜伝説（2008年）

#### OVA
- 創竜伝（1993年）
- 人形使い（1996年）
- ねとらん者 THE MOVIE（2004年）
- 対魔忍アサギ（2007年）
- 総務部総務課山口六平太 裁判員プロジェクトはじめます!（2007年）

#### ドラマCD
- 宇宙皇子(1988年)
- ガンドライバー(1995年)
- ファイアーエムブレム黎明編(1996年)
- ビーストマスター(1997年)
- 対決3　謙信VS信玄　龍虎相討つ（2004年）
- 対決5　俺とチワワ（2006年）
- 対決6（2007年）
- 対決NEO2(2008年）
- 対決8　バッテリー（2009年）

### 実写作品

#### TV作品
- スケバン刑事III 少女忍法帖伝奇（1986-1987年）
- 少女コマンドーIZUMI(1987年)
- 花のあすか組!（1988年）
- 電脳警察サイバーコップ（1988-1989年）◎
- 怪奇千夜一夜物語（1991年）
- ハイ・ヌーン（『世にも奇妙な物語』より）（1992年）
- 妖怪伝説WARASHI(1992年)
- 幸せをさがして（1992年10月-12月、テレビ東京系列「さよならのストーリーたち」第5作）
- 電光超人グリッドマン（1993-1994年）
- ウルトラセブン誕生35周年“EVOLUTION”5部作（2002年）

#### ビデオ作品
- ブラックプリンセス 地獄の天使（1990年）
  - 武上純希と連名。
- お嬢さま刑事　ギャル・ザ・コップ（1990年）
- ときめき・アフタースクール（1996年）
- ときめき・アフタースクール2　悪夢の投稿写真（1996年）
- 外道（1998年）
  - 高田純と連名。
- 新・湘南爆走族　荒くれKNIGHT4（1998年）
  - 田部俊行と連名。
- 制服少女　放課後の誘惑（1998年）
- 制服少女2　放課後の誘惑（1998年）
- 闇稼業詐欺道（2000年）
- 極道任侠道　夜叉の舞い（2001年）

#### 映画作品
- 京浜抗争史外伝　最後の組長（2000年）
  - 鳥井邦男、桂木薫と連名。

### 小説
- コズミック・ファンタジー　冒険少年ユウ（1992年、勁文社、ケイブンシャノベルス）

### 出演
- Vちゃんねるいばらき　第354回（2024年）